# Finland i olympiska vinterspelen 1936
Finland deltog i olympiska vinterspelen 1936.Truppen bestod av 19 idrottare, alla var män. 

## Medaljer

### Guld
- Längdskidåkning
  - Herrar 4 x 10 km stafett:  Kalle Jalkanen, Klaes Karppinen, Matti Lähde, Sulo Nurmela

### Silver
- Hastighetsåkning på skridskor
  - Herrar 5000 m:  Birger Wasenius
  - Herrar 10000 m:  Birger Wasenius

### Brons
- Hastighetsåkning på skridskor
  - Herrar 1500 m:  Birger Wasenius
  - Herrar 5000 m:  Antero Ojala
- Längdskidåkning
  - Herrar 18 kilometer:  Pekka Niemi